# Кубок Болгарії з футболу 1951
Кубок Болгарії з футболу 1951 — 11-й розіграш кубкового футбольного турніру в Болгарії. Титул вперше здобув ЦДНВ (Софія).

## 1/8 фіналу
| Команда 1               | Рахунок | Команда 2           |
| ----------------------- | ------- | ------------------- |
| ЦДНВ (Софія)            | 4:0     | ВМС (Сталін)        |
| Строїтел (Софія)        | 3:1     | Локомотив (Софія)   |
| Динамо (Софія)          | 2:0     | Торпедо (Русе)      |
| Червено знаме (Софія)   | 5:2     | Спартак (Сталін)    |
| Академік (Софія)        | 0:0 дч  | Локомотив (Пловдив) |
| Спартак (Плевен)        | 2:1     | Торпедо (Димитров)  |
| Спартак (Софія)         | 1:1 дч  | ДНВ (Пловдив)       |
| Червено знаме (Самоков) | 1:0 дч  | Торпедо (Плевен)    |

Перегравання
| Команда 1        | Рахунок | Команда 2           |
| ---------------- | ------- | ------------------- |
| Академік (Софія) | 0:0     | Локомотив (Пловдив) |
| Спартак (Софія)  | 0:0     | ДНВ (Пловдив)       |
| Академік (Софія) | 2:0     | Локомотив (Пловдив) |
| Спартак (Софія)  | 1:1     | ДНВ (Пловдив)       |
| Спартак (Софія)  | 2:1 дч  | ДНВ (Пловдив)       |

## 1/4 фіналу
| Команда 1        | Рахунок | Команда 2               |
| ---------------- | ------- | ----------------------- |
| ЦДНВ (Софія)     | 3:1     | Строїтел (Софія)        |
| Динамо (Софія)   | 1:0     | Червено знаме (Софія)   |
| Академік (Софія) | 3:1     | Спартак (Плевен)        |
| Спартак (Софія)  | 4:0     | Червено знаме (Самоков) |

## 1/2 фіналу
| Команда 1        | Рахунок | Команда 2       |
| ---------------- | ------- | --------------- |
| ЦДНВ (Софія)     | 3:0     | Динамо (Софія)  |
| Академік (Софія) | 3:2     | Спартак (Софія) |

## Фінал
| 7 листопада 1951 |

| ЦДНВ (Софія) | 1:0 дч   | Академік (Софія) |
| ------------ | -------- | ---------------- |
| Міланов 104' | Протокол |                  |

| Народна армія, Софія Глядачів: 25 000 Арбітр: Андрей Златарев |